# Aregno
Aregno (korsisch Aregnu) ist eine französische Gemeinde auf der Insel Korsika. Sie gehört zur Region Korsika, zum Département Haute-Corse, zum Arrondissement Calvi und zum Kanton Calvi. Die Bewohner nennen sich Aregnais oder Arigninchi.

## Geografie
Der Dorfkern liegt auf mehr als 200 Metern über dem Meeresspiegel. Aregno grenzt im Nordwesten an die Gemeinde Algajola und das Ligurische Meer, im Nordosten an Corbara und Pigna, im Osten an Sant’Antonino, im Südosten an Cateri, im Süden an Lavatoggio und im Westen an Lumio.
Im Ort liegt die Grotta Piatta mit Funden von eisenzeitlichen Glasperlen, zumeist  aus dem 2. Jahrhundert v. Chr.

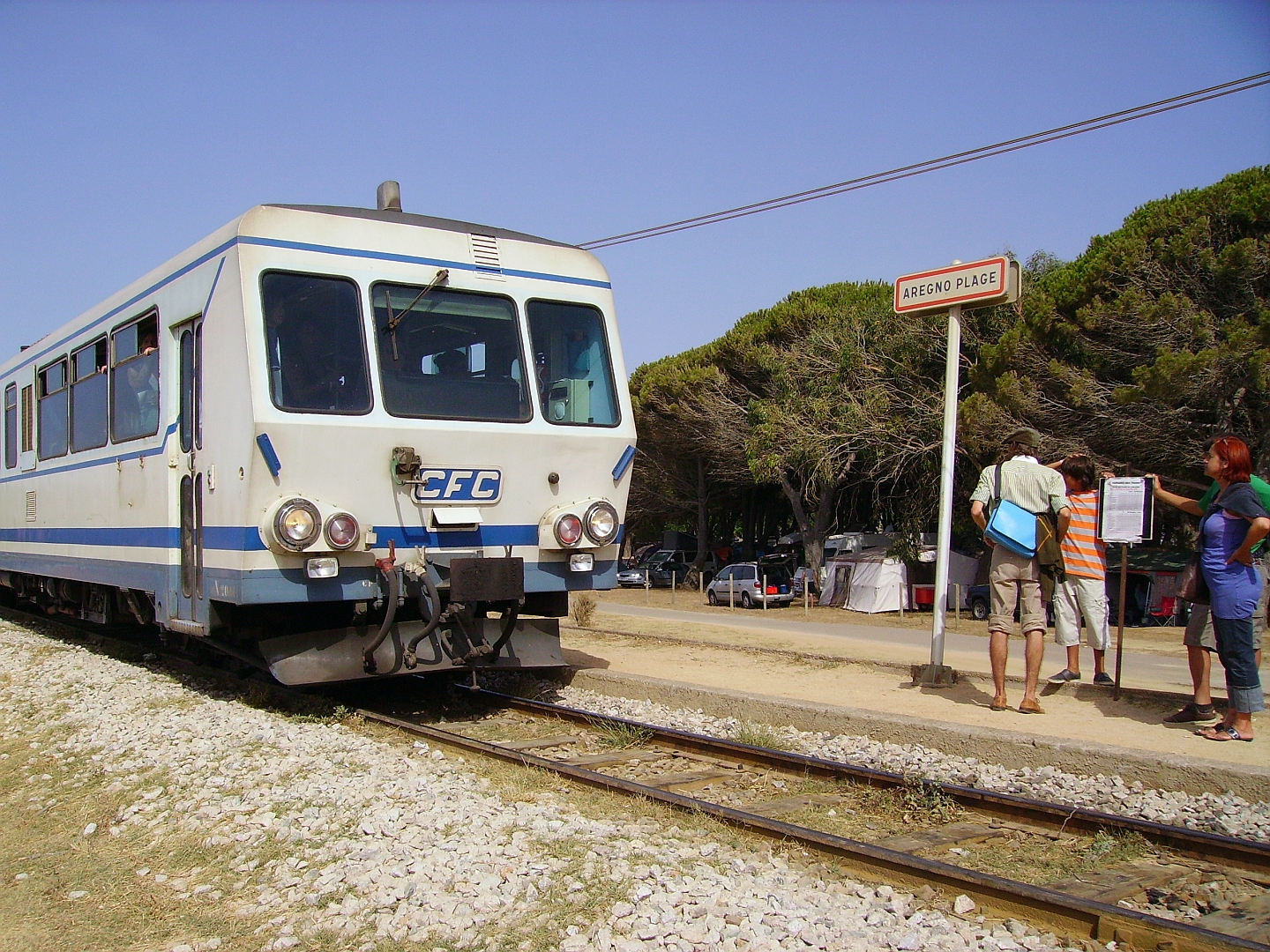
Personenzug der Chemins de fer de la Corse in der Haltestelle Aregno Plage (2009)
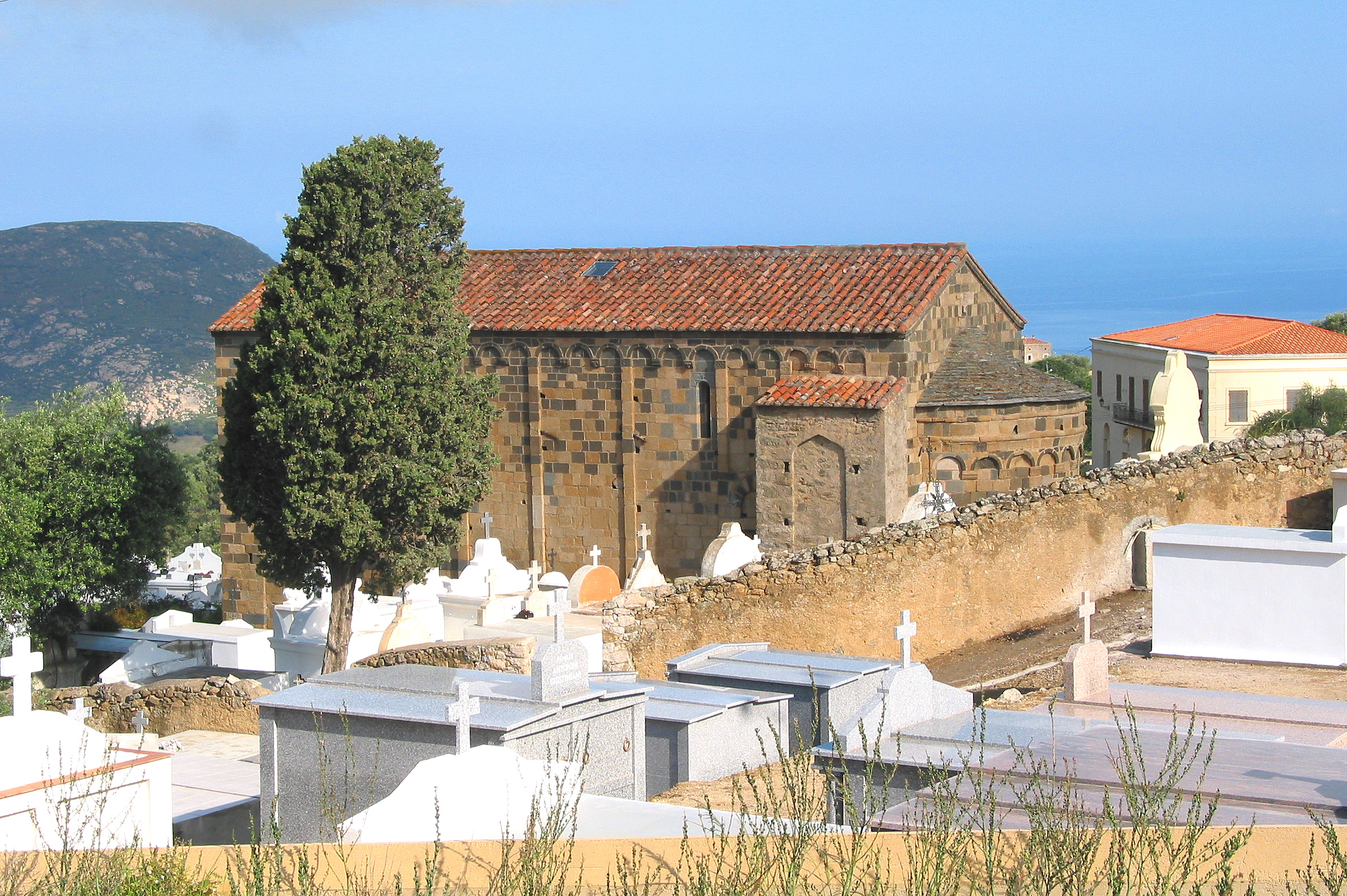
Kirche Sainte-Trinité aus dem 12. Jahrhundert, Monument historique
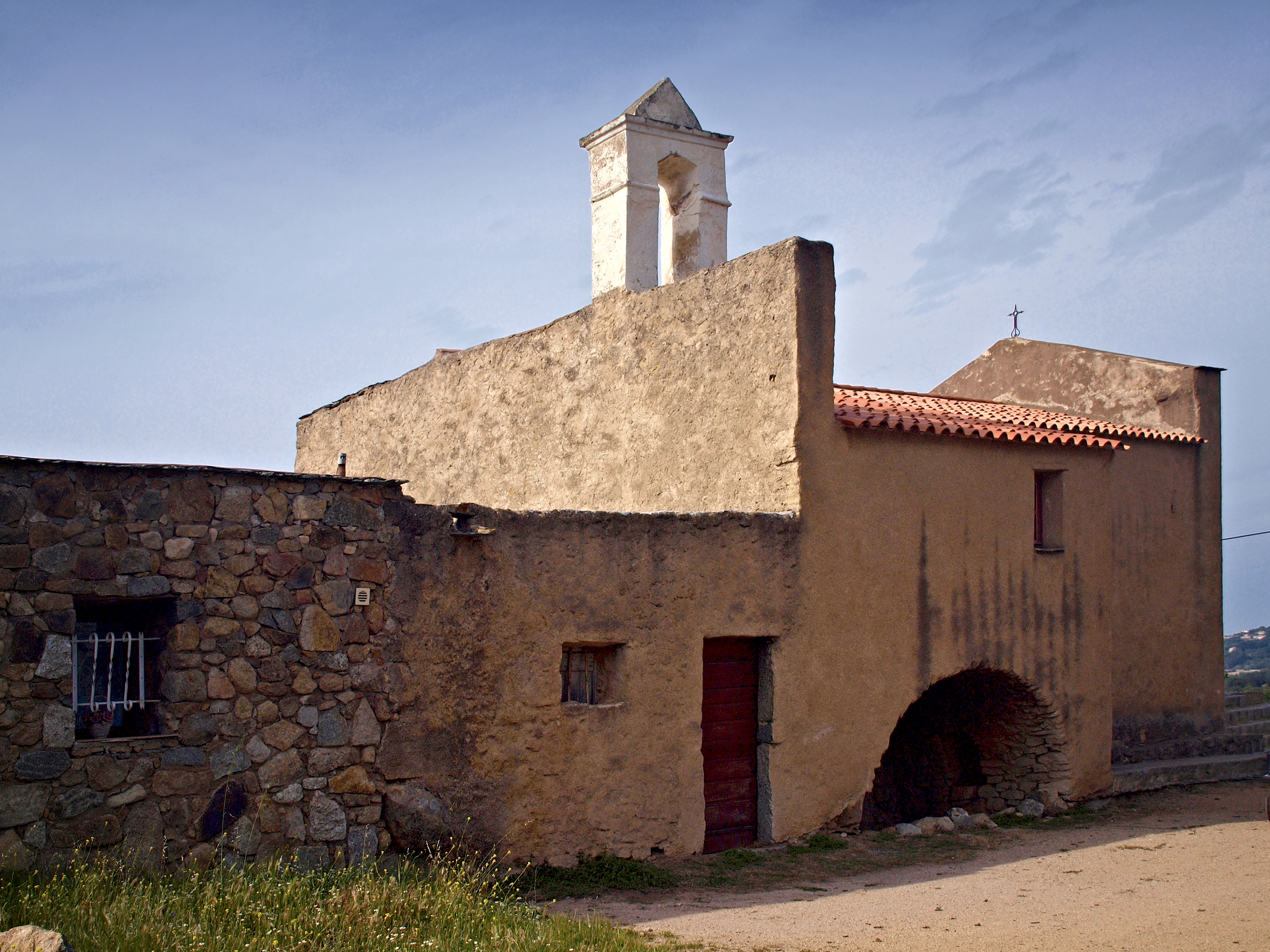
Chapelle de l’Annunziata
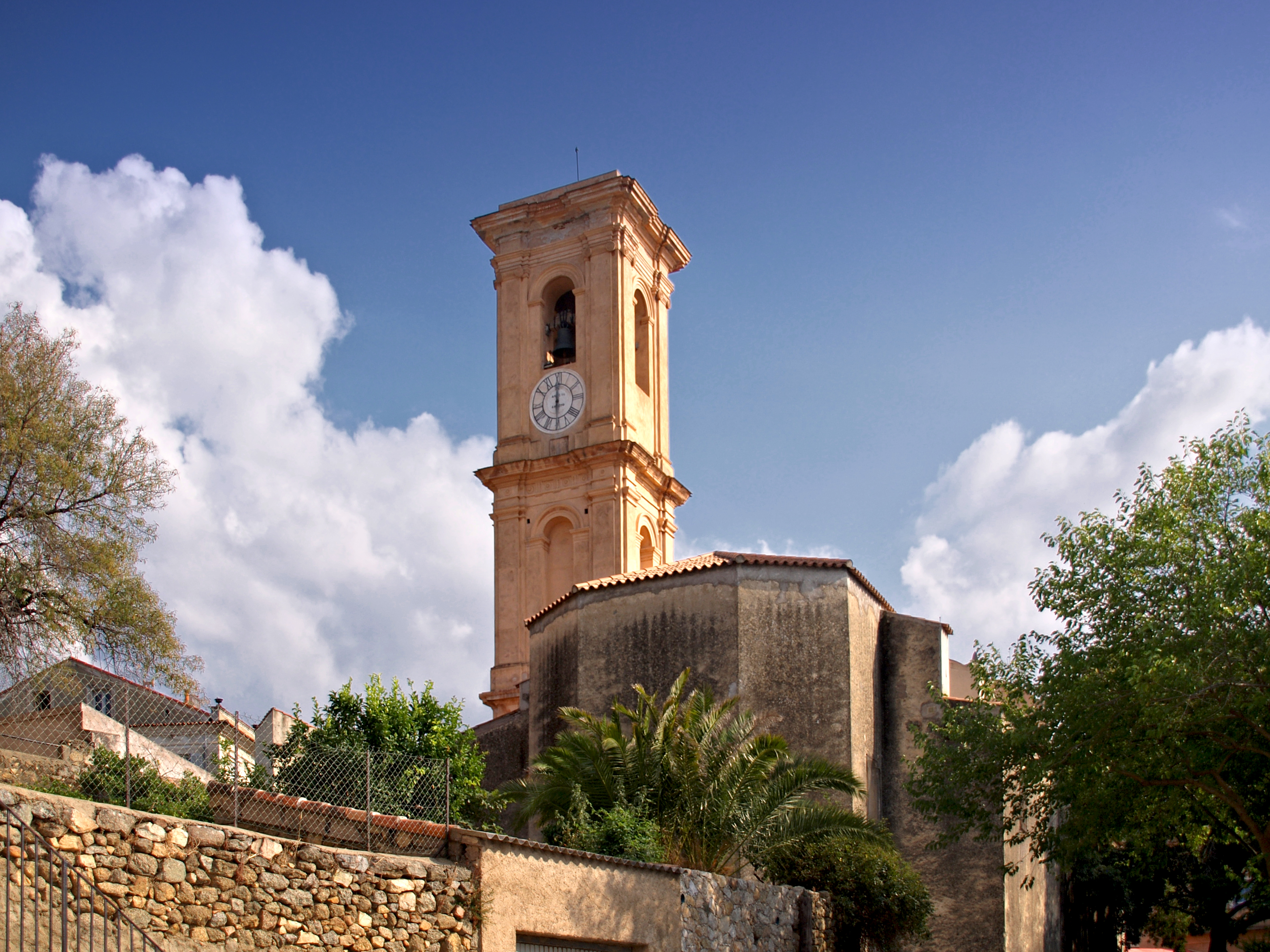
Kirche Saint-Antoine

## Bevölkerungsentwicklung
| Jahr      | 1962 | 1968 | 1975 | 1982 | 1990 | 1999 | 2008 | 2012 |
| --------- | ---- | ---- | ---- | ---- | ---- | ---- | ---- | ---- |
| Einwohner | 381  | 359  | 490  | 547  | 544  | 567  | 610  | 549  |

## Verkehr
Der Bahnhof Aregno liegt an der Bahnstrecke Ponte-Leccia–Calvi.